# Khaled El Nabawy
Khaled Mohammed El Nabawy (en árabe: خالد محمد النبوي; El Mansura, 12 de septiembre de 1966) es un actor egipcio.

## Películas
- El ciudadano egipcio
- El inmigrante
- El destino
- Una chica de Israel
- Umar 2000
- Perdido en América
- Como el aire
- Kingdom of heaven
- El viajero (Al Mosafer), de Ahmad Maher (2009)
- Juego limpio
- El distribuidor